# Ignacio Cobos
Ignacio Cobos Vidal (nacido el 12 de junio de 1966 en Madrid, Comunidad de Madrid) es un exjugador de hockey sobre hierba español. Su logro más significativo fue una medalla de plata en los Juegos Olímpicos de Atlanta 1996.

## Participaciones en Juegos Olímpicos
- Los Ángeles 1984, octavo puesto.
- Atlanta 1996, medalla de plata